# Fort Tantumquery
Fort Tantumquery est une structure militaire destinée à faciliter la traite des esclaves. La Royal African Company l'a construit dans les années 1720, à Otuam dans le district municipal de Mfantsiman de la région du Centre du Ghana, dans ce qui est nommé à l'époque Côte de l'Or.
En 1727, William Smith[Lequel ?] l'a inspecté après que le RAC l'ait nommé pour examiner leurs châteaux en Afrique à la suite de rapports inquiétants selon lesquels ils n'étaient pas rentables. Smith l'a décrit comme suit:
"Le lendemain, à midi, nous avons jeté l'ancre à Tantumquery dans Nine Fathoms Water. Je suis allé à terre et trouvant leur réservoir assez bas, je n'ai pu obtenir que quatre tonneaux d'eau que j'ai envoyés dans notre Yaul. C'est un assez petit fort régulier. ayant quatre flankers, sur lesquels sont montés douze pièces d'artillerie. Il est agréablement situé près du bord de la mer. Le lieu de débarquement, en effet, n'est que très indifférent, j'ai vu huit canots de pêche sur quinze renversés à leur débarquement ici, par quel accident malchanceux ils ont perdu tous leurs poissons."